# Loreto
Loreto là một đô thị thuộc bang Maranhão, Brasil. Đô thị này có diện tích 3596,888 km², dân số năm 2007 là 9981 người, mật độ 2,77 người/km².